# Darío Fernández Flórez
Darío Fernández Flórez (Valladolid, 1909-Madrid, 1977) fue un novelista español que gozó de reconocimiento público en los años de la posguerra. Representante del tremendismo en la década de 1940, ocupó un puesto en la Vicesecretaría de Educación Popular de FET y de las JONS y actuó como censor. Su obra más destacada es Lola, espejo oscuro (1950), llevada al cine.

## Trayectoria
De ascendencia gallega, estudió Filosofía y Letras en la Universidad Central de Madrid. En esta época hizo crítica literaria en la radio. Publicó dos novelas en 1931 y 1932, y acabó en 1939 su ensayo Dos claves históricas: Mío Cid y Roldán. En la posguerra trabajó para la Vicesecretaría de Educación Popular de la FET y de las JONS, además de como censor. En 1944 publicó Zarabanda, antecedente de su obra más famosa, Lola, espejo oscuro (1950). Esta novela, que tuvo en su momento un gran éxito de crítica y público, es una obra amoral que relata la lucha por la supervivencia de una chica huérfana. Al igual que La familia de Pascual Duarte, la novela bebe en la novela picaresca, con un falso moralismo para evitar problemas con la censura. 
La novela corta Boda y jaleo de Titín Aracena (1952) tiene una estructura similar y refleja el ambiente de la alta sociedad madrileña. Años más tarde completó la trilogía con Nuevos lances y picardías de Lola, espejo oscuro (1971) y con Asesinato de Lola, espejo oscuro (1975). Frontera (1953) habla del exilio de dos españoles en Francia. La hora azul (1953) está ambientada en Francia y tiene como protagonistas al español Pepe, señorito y jugador empedernido de gran nobleza, la ítalo-francesa Bárbara, una mujer aventurera, apasionada y egoísta, y el ruso Vajtang Tzeretheli, compañero de Bárbara y, a la vez, explotador.
Alta costura (1954) presenta, mediante la técnica de las narraciones convergentes, el ambiente madrileño del mundo de la moda. Memorias de un señorito (1956) está considerada una obra autobiográfica. Está ambientada entre 1927 y 1936, y es una novela donde aparecen personajes históricos del ambiente intelectual madrileño, como Ortega y Gasset, Jiménez Díaz o Celia Gámez. Yo estoy dentro (1961) es una continuación temática de esta novela.
Dos de sus obras fueron llevadas al cine: Lola, espejo oscuro, en 1966, por Fernando Merino; y Alta costura, en 1954, por Luis Marquina.